# 〜俺を緊縛る禁断の血液型〜ブラプリ!
『〜俺を緊縛る禁断の血液型〜ブラプリ!』（おれをしばるきんだんのけつえきがた ブラプリ）は、2016年7月28日に俺!プロジェクト（サンソフト）から発売されたBLゲーム・女性向け恋愛シミュレーションゲーム。
警視庁捜査一課に配属された、禁断の血液型（H型）を持つ主人公（姫夜怜）の視点で、選択したキャラクターとの恋愛が描かれる。
AppStore、Google Play、Gree、Kindleなどでプレイできた。
2020年3月27日に突如、すべてのサービスを2020年6月2日に終了すると発表した。

## 登場人物
姫夜　怜（ひめや　れい）名前変更可能
年齢：24歳　身長：175cm　所属：刑事部捜査一課殺人犯捜査第弐係<警部補>
美野崎　鈴（みのざき　すず）
年齢：27歳　身長：175cm　誕生日：8月8日　所属：刑事部捜査一課<警視 主席検視官>
鏡谷　白雪（かがみや　しらゆき）
年齢：24歳　身長：165cm　誕生日：3月3日　所属：刑事部捜査一課殺人犯捜査第弐係<巡査部長>
茨城　眠（いばらぎ　ねむ）
年齢：30歳　身長：179cm　誕生日：11月15日　所属：刑事部鑑識課<警部補 主任>
有栖川　彩兎（ありすがわ　あやと）
年齢：29歳　身長：183cm　誕生日：9月30日　所属：刑事部捜査一課殺人犯捜査第弐係<警部 係長>
灰原　透（はいばら　とおる）
年齢：30歳　身長：180cm　誕生日：6月9日　所属：科学捜査研究所<研究員主任>
魚住　真珠（うおずみ　しんじゅ）
年齢：35歳　身長：185cm　誕生日：1月10日　所属：刑事部捜査一課<警視正 捜査一課長>
都筑　輝矢（つづき　かぐや）
年齢：25歳　身長：172cm　誕生日：5月28日　所属：警務部<警視正 首席監察官>
乙宮　龍妃（おとみや　たつき）
年齢：27歳　身長：180cm　誕生日：2月11日　所属：警備局公安課<警部>
月城刑事部長
刑事部長。真珠の上司。
プリンス・ダウニー
インターポールからやってきた太った刑事。ドーナッツを食べている。
区院
鑑識。眠の部下。
間条
交番の警察官。
警察庁次長
鈴の父親。

## スタッフ
- プロデューサー：ばさしの
- キャラクターデザイン：いもこ・みっひ